# Holger Gabrielsen
Holger Gabrielsen, född 27 november 1896 i Köpenhamn, död 7 maj 1955, dansk skådespelare och teaterregissör.  
Gabrielsen studerade vid Det kongelige Teaters elevskole 1915 och scendebuterade vid teatern 1916 som Søren Torp i Genboerne. 24 år senare medverkade han i samma pjäs på film. Med undantag för ett kort gästspel i Oslo 1937 och vid Folketeatret har han hela sin verksamma tid varit engagerad vid  Det Kongelige Teater som skådespelare, regissör och lärare vid teaterns elevskola.  

## Filmografi (urval)
- 1939 - Genboerne